# Piramidi bosniache

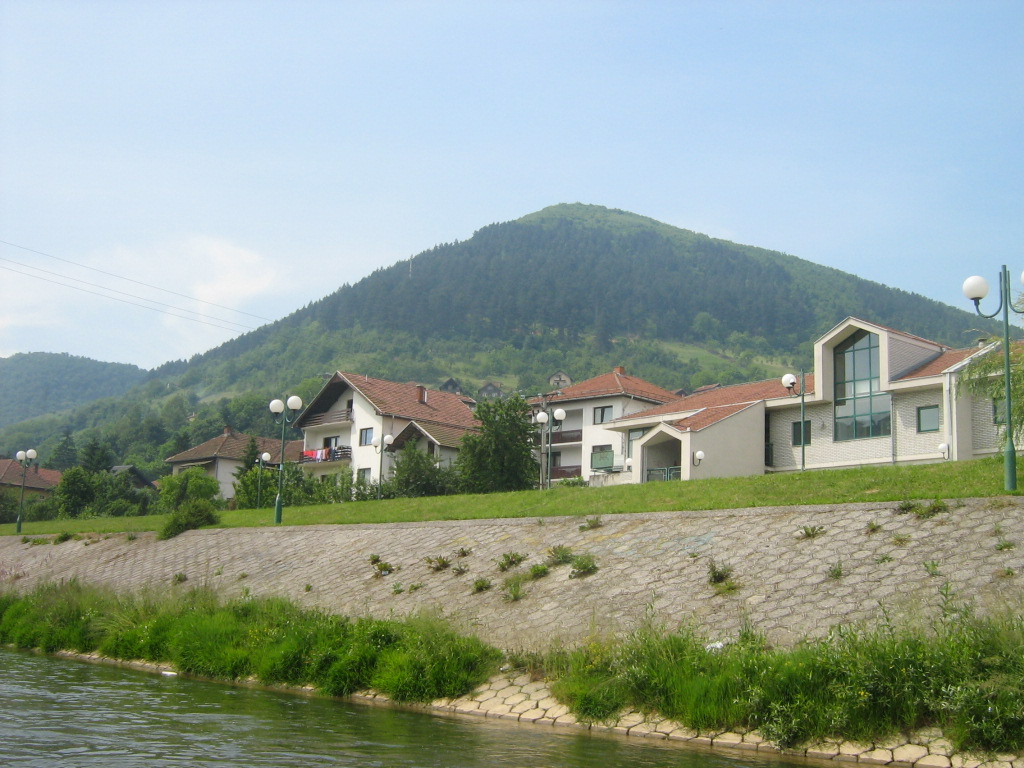
La collina Visočica di fronte Visoko

Le cosiddette piramidi bosniache fanno riferimento a un complesso collinare naturale di aspetto piramidale, situate in Bosnia nei pressi di Sarajevo, più volte portato alla ribalta per le teorie di Semir Osmanagić che le ritiene delle antiche costruzioni umane risalenti a 12 000 anni fa. Geologi professionisti, archeologi e altri scienziati hanno confutato direttamente le sue affermazioni sulle colline bosniache, concludendo, dopo un'analisi diretta del sito, della sua storia conosciuta e degli scavi, che le colline sono formazioni naturali, comuni, senza segni di costruzione, per cui, le tesi di Osmanagić sono prive di fondamento scientifico e storico.
Gli scienziati hanno criticato le autorità bosniache che avevano incoraggiato queste asserzioni affermando che "questa è una perfida frode nei confronti di un pubblico ignaro e non trova posto nel mondo della vera scienza". Tutte le indagini scientifiche infatti concludono che le "piramidi" altro non sono se non formazioni naturali e non c'è traccia in esse di intervento umano.
La collina Visočica ha un aspetto piramidale, è alta circa 200 metri rispetto al territorio circostante e sulla sua sommità un tempo sorgeva l'antica città di Visoki. L'idea che potesse essere una piramide costruita dall'uomo è stata divulgata da Semir Osmanagić, un bosniaco trasferitosi a Houston nel 1992 e dove possiede un'azienda produttrice di elementi di metallo per l'edilizia. I suoi successivi scavi al sito hanno portato alla luce quelli che potrebbero somigliare a un piano di entrata e dei cunicoli pavimentati (interpretati come pozzi di ventilazione) come pure blocchi di pietra con presunto intonaco che egli ha supposto un tempo essere la copertura della struttura. Osmanagić ha affermato che lo scavo aveva coinvolto una squadra internazionale di archeologi provenienti da Australia, Austria, Bosnia, Scozia e Slovenia. Molti degli archeologi da lui citati hanno però affermato di non aver partecipato allo scavo e di non aver mai visitato il sito. Lo scavo è cominciato nell'aprile 2006.

## Interpretazione dello scavo

### Interpretazione pseudoscientifica di Osmanagić
Osmanagić ha chiamato la collina “Visočica”, "piramide del sole", mentre due piccole alture vicine, identificate tramite fotografia aerea e satellitare sono state soprannominate "piramide della luna" e "piramide del drago". I giornali hanno riportato che Osmanagić affermerebbe che esse sarebbero state costruite dagli antichi abitanti illirici dei Balcani nel 12 000 a.C., datazione priva di qualunque base storica. In una successiva intervista con Philip Coppens della rivista Nexus (aprile-maggio 2006), Osmanagić cercò di rettificare la sua precedente affermazione dicendo di essere stato frainteso: avrebbe affermato che esse erano state probabilmente costruite dagli illirici che si pensa abbiano vissuto nell'area tra il 12 000 e il 500 a.C. e che la piramide sarebbe stata dunque costruita in quest'arco di tempo e non nel 12 000 a.C. In un'intervista con Vesna Peric Zimonjic, apparsa sul quotidiano belga De Morgen, Osmanagić aveva rifiutato di datare le strutture: "Non abbiamo trovato ancora frammenti organici, ossa, legno o carbone. Quest'analisi ci aiuterebbe a datare le strutture." Tuttavia una relazione della sua squadra di scavo affermava, già sei mesi prima, che in effetti due scheletri incompleti erano stati trovati. Successivamente (nel 2006) Osmanagić affermò che la struttura potesse essere datata prima della fine dell'ultima era glaciale
e che sarebbe esistito un antico progetto mondiale per l'edificazione di tali opere. Paragonando la variazione delle altezze delle piramidi egiziane e quelle americane con quella della collina Visočica (che stima sui 220 metri), Osmanagić è poi giunto alla conclusione che siano state tutte costruite da un unico popolo e che l'ultima sarebbe stata la piramide bosniaca. Salvo poi cambiare idea e affermare che quest'ultima sarebbe stata invece la prima e che quindi la collina Visočica sarebbe "la madre di tutte le piramidi". Tale asserzione sarebbe basata sull'esistenza di una geometria sacra e dallo studio numerologico di messaggi lasciati nella piramide per le future generazioni.
Il progetto prevedeva di terminare lo scavo nel 2012 per, secondo Osmanagić, "rompere la barriera di energia negativa, permettendo alla terra di ricevere energia cosmica dal centro della galassia"

### La posizione della comunità scientifica
Le affermazioni di Semir Osmanagić hanno incontrato l'opposizione di numerosi archeologi che lo hanno accusato di promuovere nozioni pseudoscientifiche e di danneggiare il sito archeologico con i suoi scavi. Così Enver Imamović dell'Università di Sarajevo, già direttore del Museo nazionale di Sarajevo, è preoccupato che lo scavo possa danneggiare la città medievale di Visoki.
In una lettera all'editore di The Times del 25 aprile 2006, il professor Anthony Harding, presidente dell'European Association of Archaeologists, definisce le teorie di Osmanagić "strampalate" e "assurde" esprimendo preoccupazione sull'insufficiente salvaguardia del patrimonio storico bosniaco. Lo stesso Harding, dopo la visita al sito, ha dichiarato: "Abbiamo visto zone di roccia naturale con fessure e crepe ma nessun segno di archeologia".
Curtis Runnels, dell'Università di Boston, esperto della preistoria greca e balcanica afferma che "tra 27 000 e 12 000 anni fa i Balcani attraversavano l'ultimo massimo glaciale, un periodo molto freddo e secco con ghiacciai nelle aree montagnose. Gli unici abitanti erano cacciatori e raccoglitori del paleolitico superiore che lasciarono dietro di loro tracce di accampamenti e di occupazione di caverne. Queste tracce consistono in semplici attrezzi in pietra, focolai e resti di animali e piante consumati come cibo. Questa gente non aveva gli strumenti né le conoscenze per realizzare un'architettura monumentale".
Gli accademici della facoltà di Geologia dell'università di Tuzla diretti dal professor Sejfudin Vrabac hanno concluso che la collina è una formazione geologica naturale fatta di sedimenti clastici di composizione stratificata e vario spessore e che la sua forma è conseguenza dei processi endodinamici ed esodinamici dell'era post-miocenica. In particolare si tratta di una formazione sedimentaria terrigena composta da un'alternanza di argille, arenarie e rare puddinghe. L'aspetto fondamentale è che essa si presenta poco disturbata dalla tettonica con una stratificazione sub-orizzontale. È proprio questo tipo di assetto stratigrafico dei terreni, che costituiscono l'ossatura dei rilievi, che genera una forma vagamente piramidale alle colline. Inoltre, le presunte "pavimentazioni stradali" e le "gradinate", non sono altro che superfici di strato con fratture singenetiche, sapientemente "sezionate" con scavi ad hoc. Nota il prof. Vrabac che esistono dozzine di formazioni geologiche similari nel solo bacino minerario di Sarajevo-Zenica.
Robert Schoch conclude che esistono spiegazioni geologiche per tutti gli aspetti considerati artificiali da Osmanagić. Nel caso delle gallerie ha inoltre aggiunto: "Le "antiche iscrizioni" non sembrano essere antiche per niente. Sono stato informato da una fonte attendibile che le iscrizioni non erano lì quando i membri della squadra delle piramidi sono entrati per la prima volta nelle gallerie meno di due anni fa. Le iscrizioni sono state aggiunte dopo con intenti che possono essere fraudolenti o meno".

### Supposta "Piramide del sole"

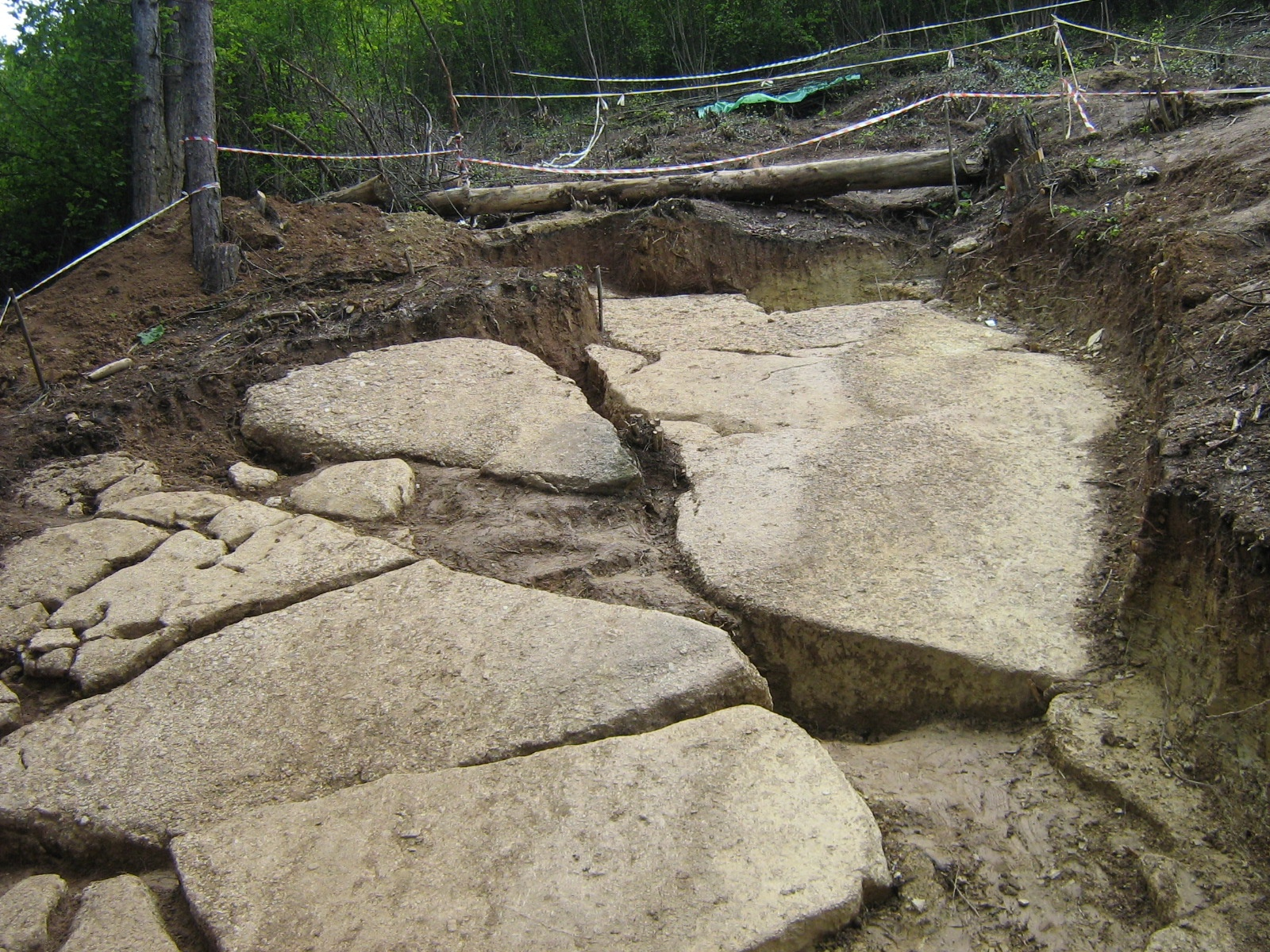
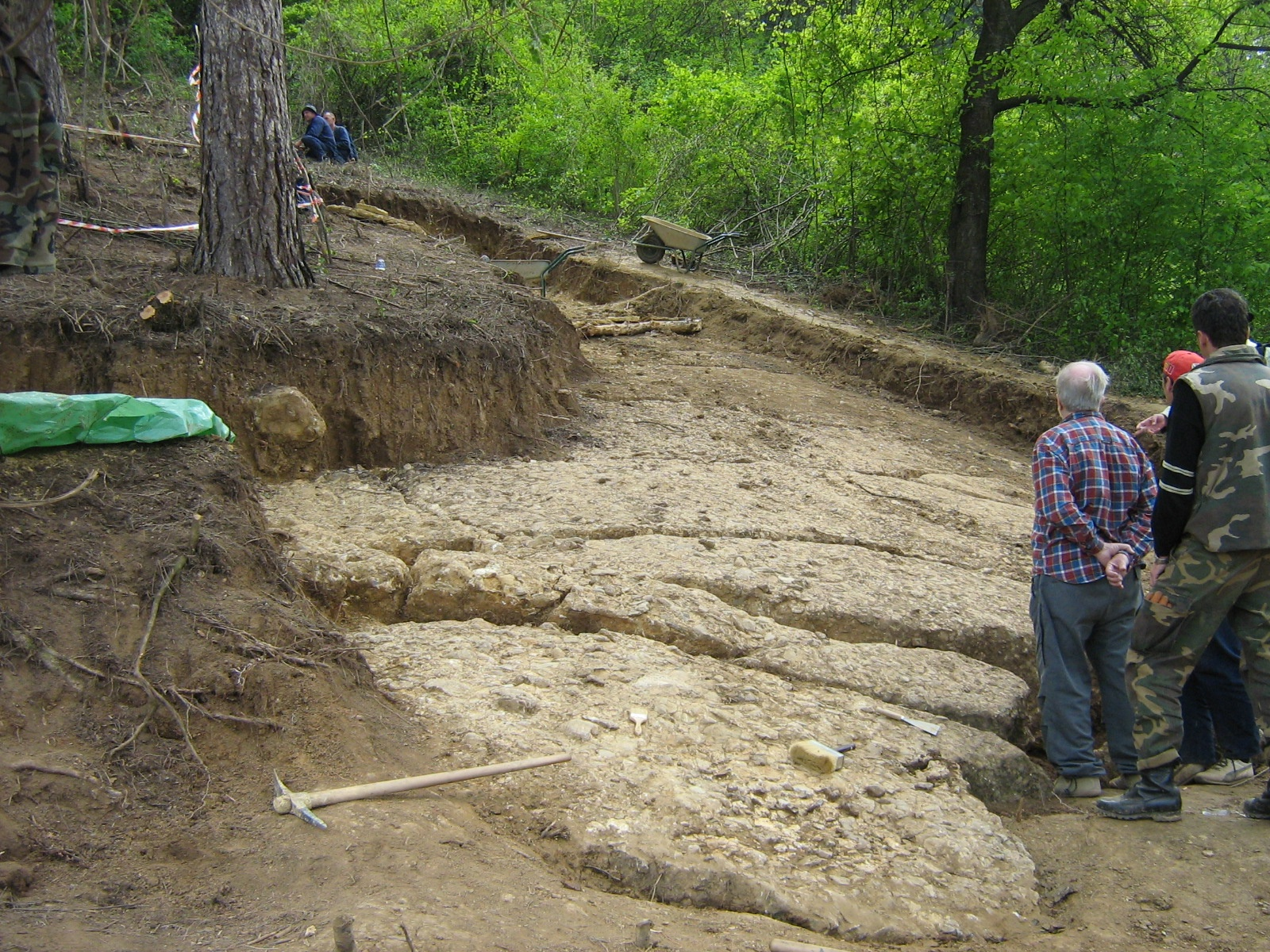
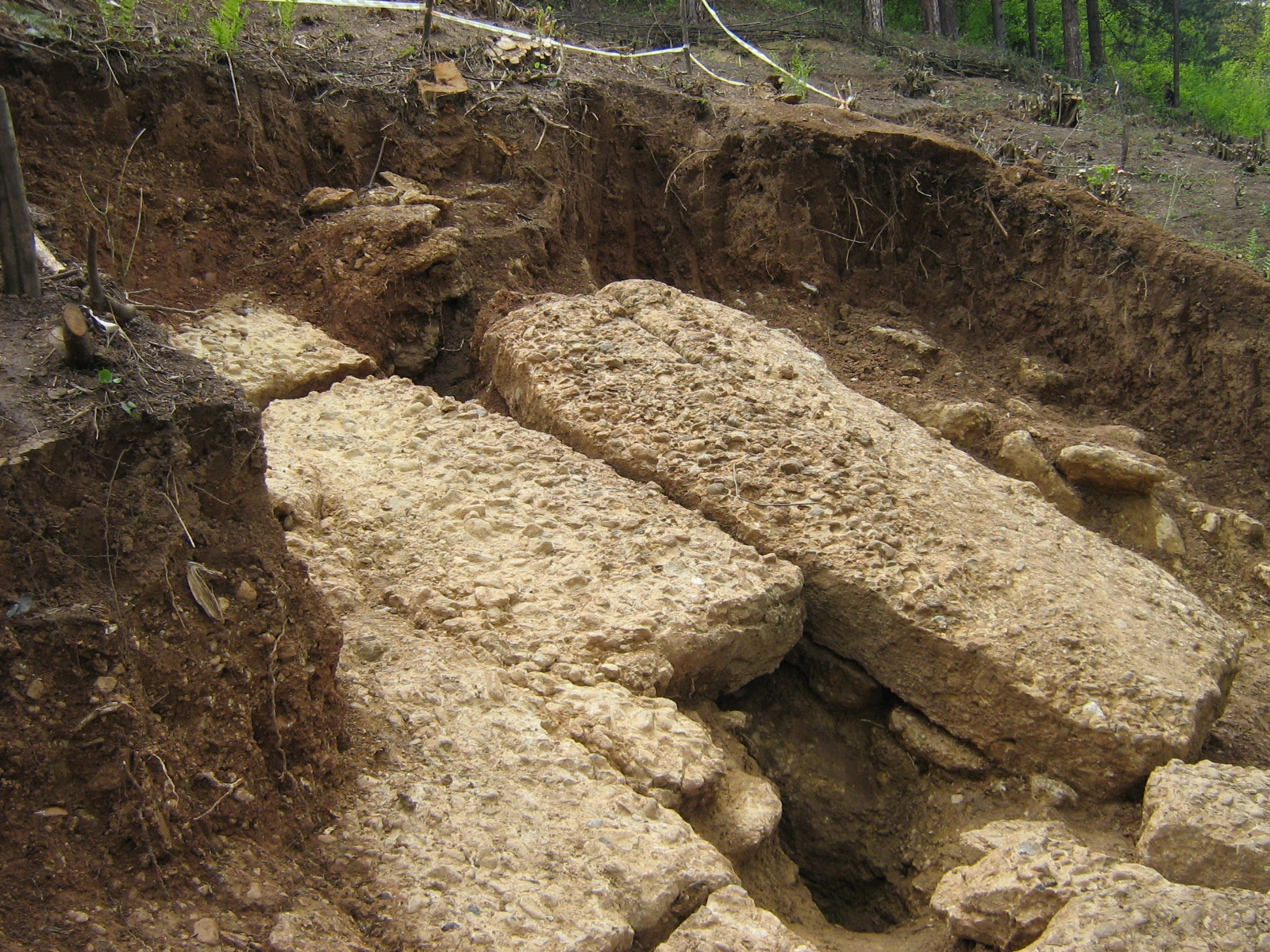
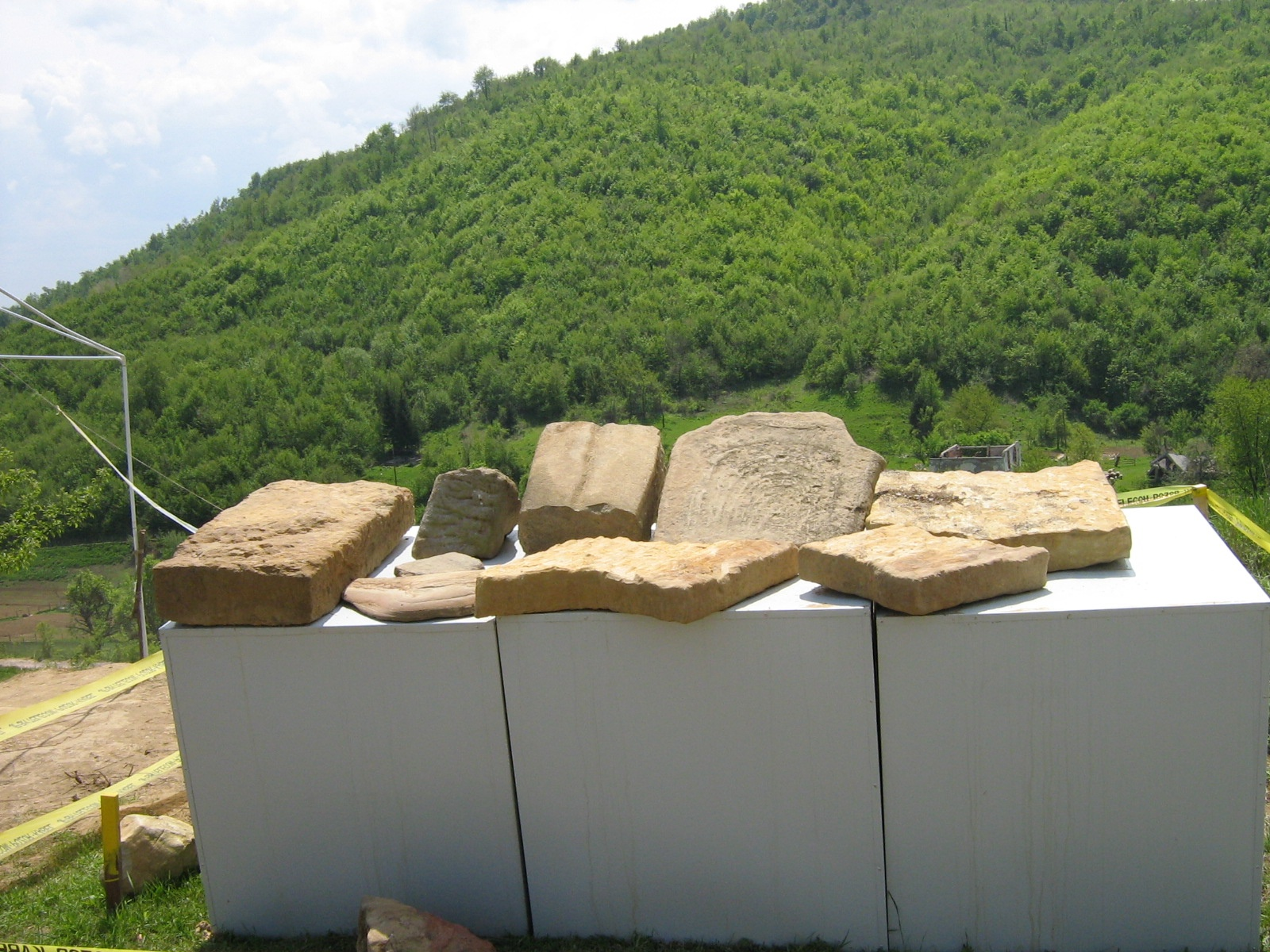